# Species Plantarum

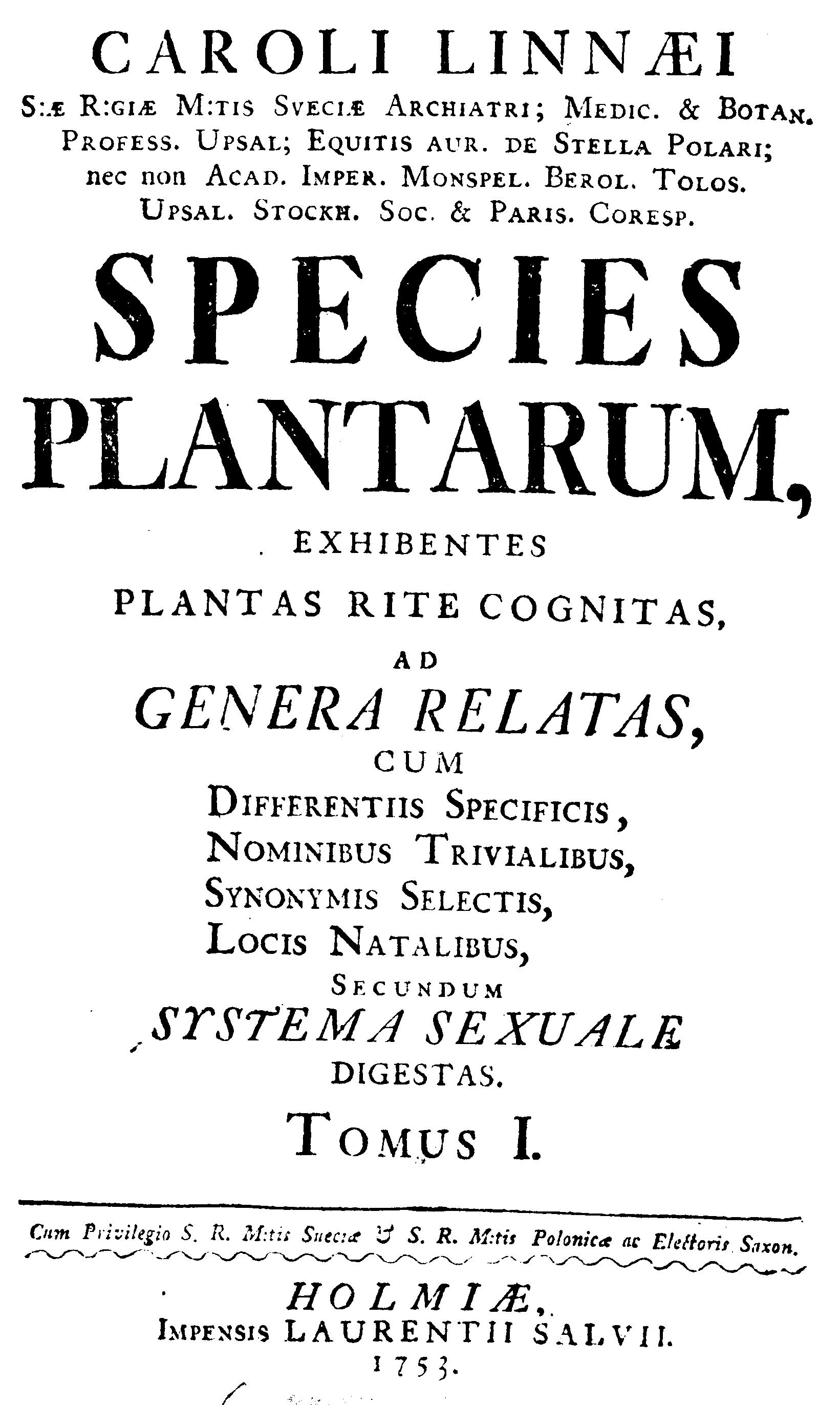
Titelseite des ersten Bandes der 1. Auflage von 1753

Species Plantarum (lat.; ‚Pflanzenarten‘) ist der Titel eines zweibändigen Werkes von Carl von Linné, in dem er alle ihm bekannten Pflanzenarten beschrieb und in der 1. Auflage von 1753 erstmals für jede Art einen zweiteiligen Namen (Binomen) angab. Auf dem 1905 in Wien tagenden II. Internationalen Botanischen Kongress (IBC) wurde der Zeitpunkt der Veröffentlichung von Species Plantarum als Beginn der modernen Nomenklatur für Pflanzen festgelegt.

## Werk
Die erste Auflage erschien 1753 unter dem vollständigen Titel Species plantarum, exhibentes plantas rite cognitas, ad genera relatas, cum differentiis specificis, nominibus trivialibus, synonymis selectis, locis natalibus, secundum systema sexuale digestas beim Stockholmer Verleger Lars Salvius (1706–1773) und ist dem schwedischen Königspaar Adolf Friedrich und Luise Ulrike gewidmet.
Albrecht von Haller bezeichnete das Werk als Linnés „maximum opus et aeternum“.

### Entstehungsgeschichte

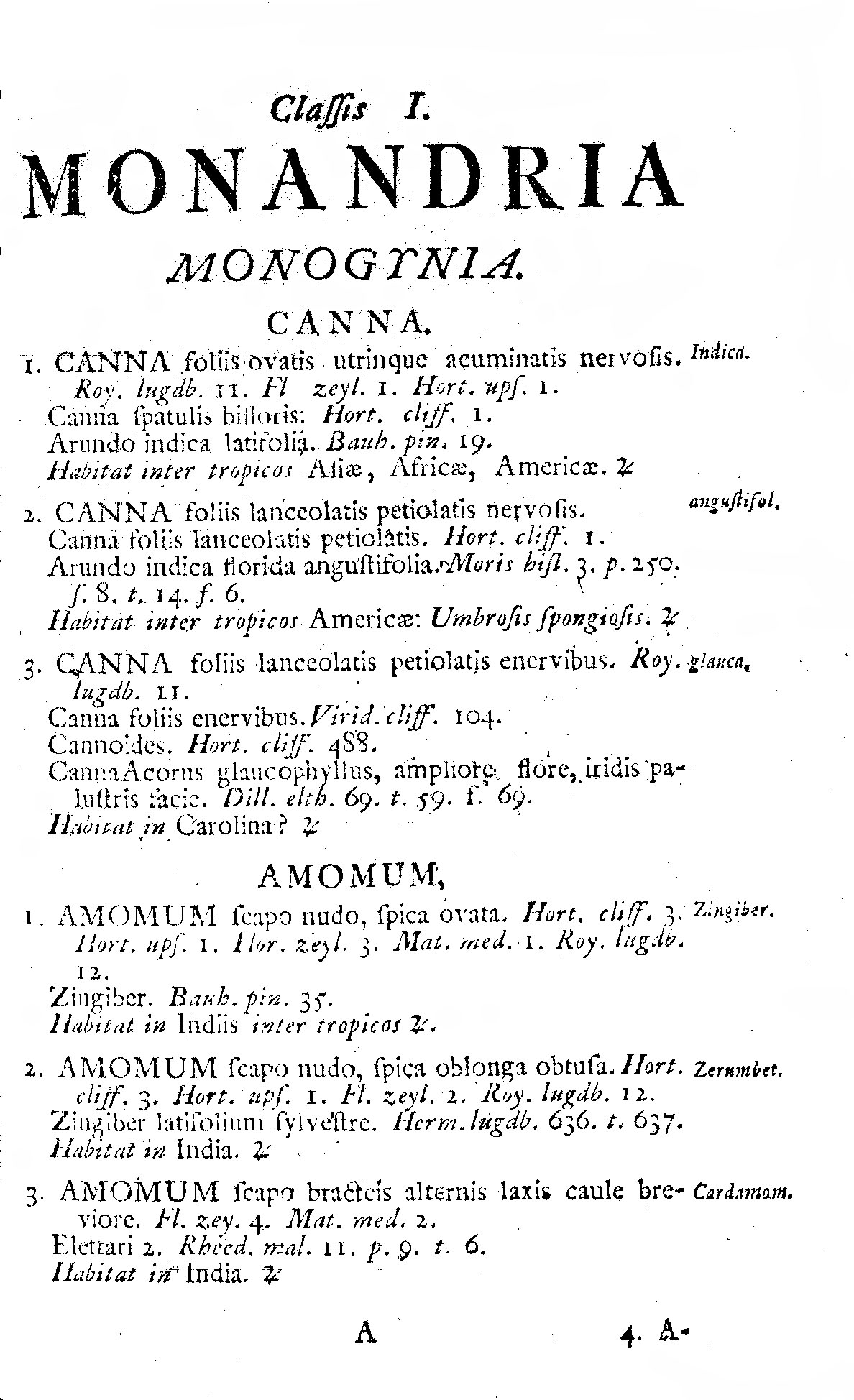
Die erste Seite von Species Plantarum, die die Beschreibung der Arten der Gattung Canna enthält

Bereits im Frühjahr 1733 erwähnte Linné die Absicht, Species Plantarum zu verfassen. Er schrieb in einem Brief an den Kanzler der Universität Uppsala Gustaf Cronhjelm (1664–1737):

„η und Θ ist species plantarum, wo ich zu zeigen beabsichtige, dass obwohl die Botanici sich rühmen, bis zu dieser Zeit 20.000 species entdeckt zu haben, es in der Tat nicht mehr als 8000 gibt, nachdem die variationes unter ihre species gebracht wurden […] dass man jede Pflanze in primo intuitu ohne Beschreibung und Figur finden kann.“

Bis zur endgültigen Verwirklichung dieses umfangreichen Vorhabens vergingen jedoch noch fast zwanzig Jahre, in denen sich Linné durch Forschungsreisen in seinem Heimatland Schweden, die Beschreibung lokaler Floren und die Inventarisierung botanischer Gärten detaillierte Pflanzenkenntnisse aneignete.
In einem Brief an Abraham Bäck wurde das Vorhaben Species Plantarum Anfang September 1746 wieder erwähnt:

„Ich bin gerade mit Species Plantarum beschäftigt und arbeite daran vom Morgen bis zum Abend, dass ich fast davon grau werde.“

Gut drei Jahre später, Mitte Oktober 1749, schrieb Linné jedoch:

„Ich beginne Species plantarum ganz aus meinen Gedanken zu schlagen, ich habe seit dem vorigem Jahr keine Zeit gehabt, sie zu beachten. Ich hab' sie damals bis zu den Polyandria gebracht; es ist mir unmöglich, sie während eines ganzen Jahres ständiger Arbeit zu expedieren; ich habe Lust, das gemachte als ein Inventarium nach mir zu hinterlassen, damit die Nachwelt sehen kann, dass ich es zu machen imstande gewesen wäre, wenn ich Zeit gehabt und es gewollt hätte. Aber soll ich mich zu Tode arbeiten, soll ich nie die Welt sehen oder sie kosten? Was gewinne ich damit? Man wird nicht klug davon als erst am Ende.“

Zu Beginn des Jahres 1751 nahm Linné erneut die Herausforderung Species Plantarum in Angriff. Die Fortschritte, die er beim Erstellen des Werkes machte, lassen sich den an Bäck geschriebenen Briefen entnehmen:
- Anfang Juli 1751: „bin endlich bis Poa“ – S. 67
- Ende November 1751: „bin bis Icosandria gekommen“ – S. 466
- Mitte März 1752: „bis zu den Syngenesia gelangt“ – S. 789
- Mitte Juni 1752 „Ich habe meine Species beendet.“ – S. 1200

Nach gut einem Jahr hatte Linné auf 1200 Seiten ungefähr 7300 Arten beschrieben.

### Inhalt

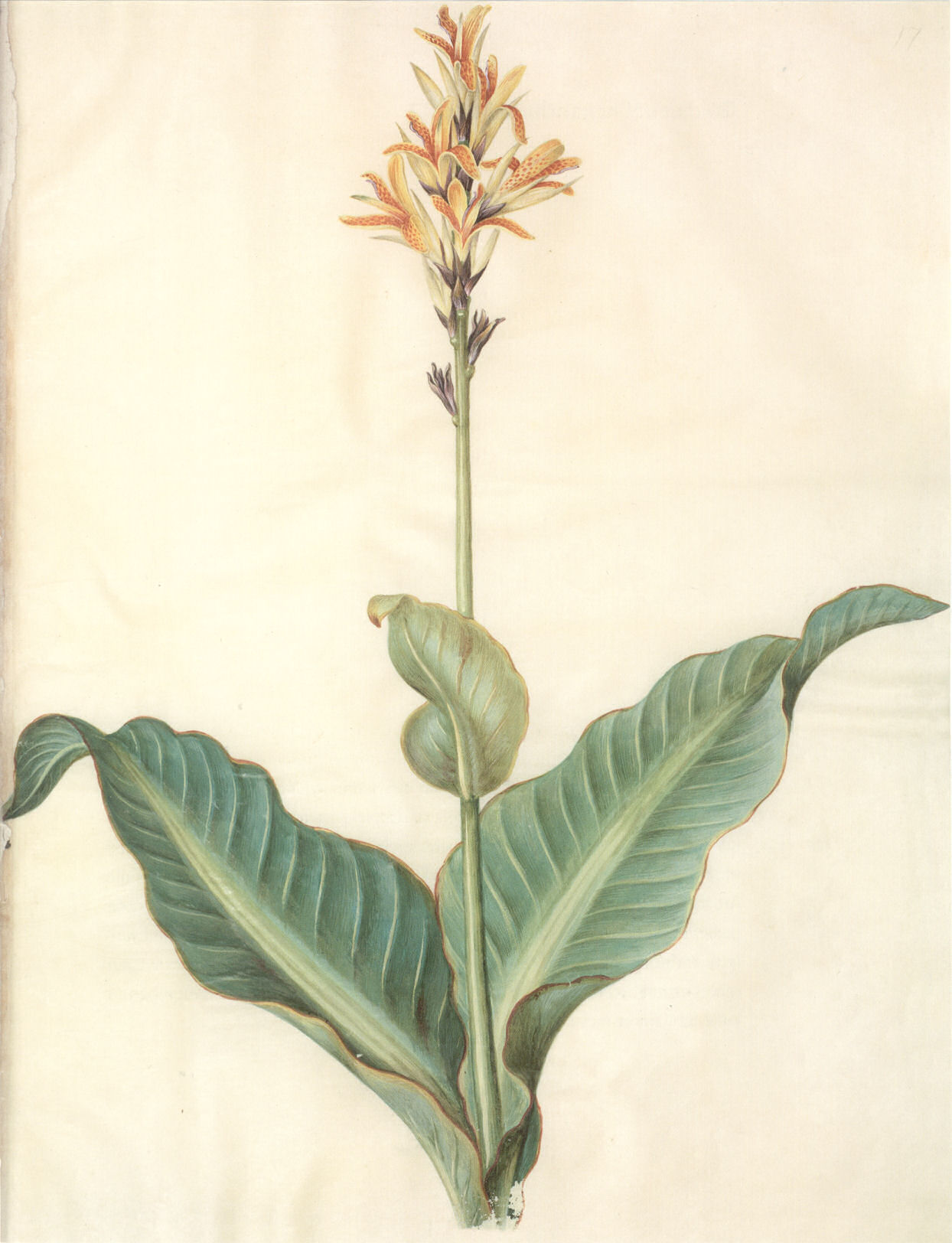
Canna indica ist die erste Pflanze, die in Species Plantarum mit einem zweiteiligen Namen benannt wurde.

Alle in Species Plantarum beschriebenen Pflanzenarten kannte Linné aus eigener Anschauung. Entweder hatte er die Pflanzen während seiner Reisen durch Schweden beobachtet, sie in botanischen Gärten als kultivierte Exemplare untersucht oder sie anhand von Herbarmaterial studiert.
In seinem Vorwort (Lectori Aequo) berichtet Linné u. a. kurz über die von ihm unternommenen Reisen, die beschriebenen Gärten und Herbarien und seine Schüler. An das Vorwort schließt sich eine Liste der von ihm zitierten Autoren (Auctores, unterteilt in Reformatores und Usitatiores) an.
Der Anhang besteht aus einem Index der Gattungen (Index Genorum), einem Index der Synonyme (Index Synonymorum) sowie aus einer Liste der Trivialnamen (Nomina trivialia).
Den Hauptteil bilden die kurzen Beschreibungen der Pflanzenarten. Jede Pflanze hat einen beschreibenden Artnamen, den Linné gemäß seinen in Philosophia Botanica aufgestellten Regeln formulierte. Nach dem Artnamen werden in abgekürzter Weise die Werke zitiert, in denen dieser Name verwendet wurde. Es folgen synonyme Namen anderer Autoren. Falls Linné die Art zuvor in einem seiner Werke anders benannt hat, stehen diese Synonyme an erster Stelle. Bei seltenen oder neu entdeckten Pflanzen hat er der Beschreibung einen Verweis auf eine Abbildung beigefügt. Am Ende jeder Artbeschreibung gibt er Hinweise zum Verbreitungsgebiet der Art und kennzeichnet durch ein Symbol, ob die Pflanze einjährig (☉), zweijährig (♂) oder ausdauernd (♃) ist.
Besondere Bedeutung hat das Epitheton, das er als Marginalie zu jeder Art am Seitenrand vermerkte und das eine Neuerung gegenüber seinen früheren Werken ist. Der Gattungsname und das Epitheton bilden zusammen den binären Namen der Art, so wie er in der modernen botanischen Nomenklatur noch heute verwendet wird.
Linnés Beschreibung von Canna indica sieht wie folgt aus:
```
                         CANNA.
1. CANNA foliis ovatis utrinque acuminatis nervoſis. 
Indica

     
Roy. lugdb.
 11. 
Fl. zeyl.
 1. 
Hort. upſ.
 1.
[
10
]

   Canna ſpatulis bifloris. 
Hort. cliff.
 1.

   Arundo indica latifolia. 
Bauh. pin.
 19.

   
Habitat inter tropicos
 Aſiae, Africae, Americae. ♃
```

### Auflagen
- 1. Auflage, Lars Salvius: Stockholm 1753, 8°
- 2. Auflage, Lars Salvius: Stockholm 1762, 8°
- 3. Auflage, Johann Thomas von Trattner: Wien 1764, 8° – korrigierter Nachdruck der 2. Auflage

## Binäre Nomenklatur der Pflanzen
Caspar Bauhin hatte in Pinax Theatri Botanici (Basel 1623) als Erster den Versuch unternommen, die verwirrende Vielfalt der Pflanzennamen (zirka 6000 Arten) zu ordnen. Er unterschied konsequent die Begriffe „Gattung“ und „Art“. Eine Pflanze wurde bei Bauhin durch einen Gattungsnamen und mindestens ein Beiwort beschrieben, das die beschriebene Art von anderen Arten der gleichen Gattung unterschied. Mit der Entdeckung neuer Pflanzenarten wurden die differenzierenden Phrasen („diagnostische“ Namen) immer länger. Eine der Schwertlilienarten trug beispielsweise den Namen Iris latifolia germanica ochroleucos venis flavescentibus et purpurascentibus distincta. Um eine Art zu zitieren, musste man faktisch die komplette Beschreibung der Art angeben.
In den von Linné bis 1749 ausgearbeiteten Manuskripten zu Species Plantarum findet sich noch kein Hinweis auf zweiteilige Namen. Im Index des Reiseberichtes Ölandska och Gothländska Resa (1745) hatte er jedoch bereits die Pflanzennamen verkürzt in binärer Weise benannt. Die Idee eines „Trivialnamens“ für die Art formulierte Linné zum ersten Mal in Paragraph 257 von Philosophia Botanica (1751). Er schrieb:

„Ein gültiger Name für eine Art sollte die Pflanze von allen anderen ihrer Gattung unterscheiden; ihr Trivialname kann unabhängig von jeglichen Regeln gewählt werden.“

Dieser dem Gattungsnamen beigefügte Name, das Epitheton, sollte so weit wie möglich den wesentlichen Unterschied der Art zu anderen Arten derselben Gattung ausdrücken. Zulässig waren für Linné auch ein besonders auffälliges Kennzeichen, lokale Ausdrücke oder die Namen der Entdecker.
Das Ergebnis der Einführung zweiteiliger Pflanzennamen ist die konsequente Trennung der Beschreibung einer Art von ihrer Benennung.